# Giovanni Battista Gandolfi
Pour les articles homonymes, voir Famille Gandolfi.
Giovanni Battista Gandolfi, né en 1762 en Émilie-Romagne et mort à une date inconnue, est un peintre italien de l'école bolonaise, le fils du peintre Ubaldo Gandolfi, membre d'une famille d'artistes italiens, de peintres prolifiques.

## Biographie
Giovanni Battista Gandolfi, a été formé à l'Accademia Clementina à Bologne. En dehors d'une fresque de voûte signée et datée de 1798 dans l'église de Saint Francesco Bagnacavallo, on ne sait rien d'autre de sa carrière.

## Œuvres
- Fresque de voûte (1798), église de San Francesco Bagnacavallo, Bologne.

### Expositions sur la famille Gandolfi
- I Gandolfi - Itinerari bolognesi, du 7 juin au 29 août 2002, Cappella Farnese
- I Gandolfi - Dipinti e disegni, du 10 mai au 10 juin 2006, Galleria d'arte Fondantico, Bologne

## Sources
- Les Gandolfi, itinéraire bolonais